# マロロス
マロロス市 (フィリピン語: Lungsod ng Malolos)は、フィリピンルソン島中部のブラカン州の州都。フィリピンでは115番目の都市とされている。

## 概要
マニラより北へ45kmに位置し、マニラ首都圏の大きな郊外都市の一つである。人口は234,945人(2010年)。

## 歴史

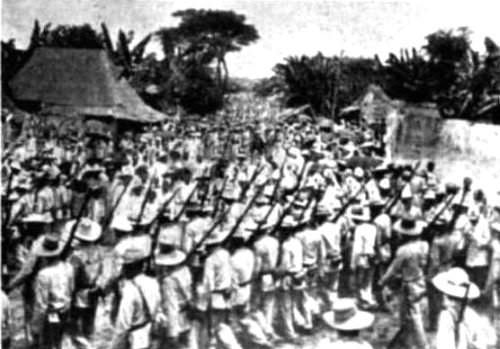
1899年、マロロスのフィリピン兵

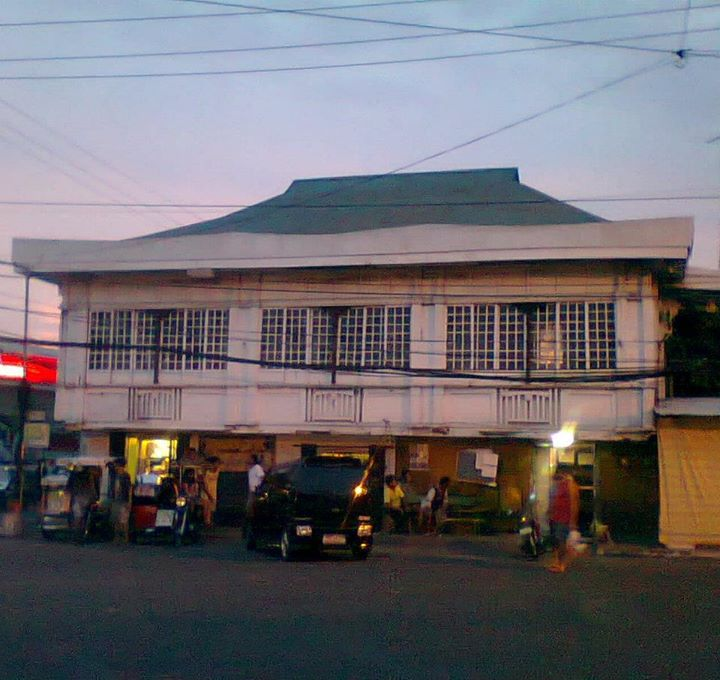
エミリオ・アギナルドの秘書アントニオ・バウチスタの家

スペイン占領以前は、1225年の中国の記録『諸蕃志』ではリハンと呼ばれ、マイ国(麻逸)の都市と書かれている。
スペイン占領時代、ミゲル・ロペス・デ・レガスピはエンコミエンダ制において1571年にマロロスとした。
- 1643年、ペドロ・ラディア(Pedro Ladia)がタガログのラージャ(王)であると主張し、スペイン植民地政府に対して反乱を起こしたが、逮捕されマニラで処刑された[5]。
- 1899年から1901年まで存在したフィリピン第一共和国の首都であった。

## 交通
マッカーサーハイウェイでマニラと接続されている。かつてはフィリピン国鉄のマロロス駅が利用されていた。
2022年現在、日本の円借款により、マロロスから首都圏マニラを縦貫する南北通勤鉄道（約38キロメートル）の整備が進められている。

## 姉妹都市･提携都市
- ハガニア（アメリカ合衆国 グアム準州）
- ベイアンバン（フィリピン共和国 パンガシナン州）